# Marcial Augusto Ramírez Ponce
Marcial Augusto Ramírez Ponce (Santiago de la Punta, Mérida, Venezuela, 25 de enero de 1925-Caracas, 8 de septiembre de 2001) fue un obispo venezolano, primer obispo de la Diócesis de La Guaira y del Ordinariato Militar de Venezuela.

## Nacimiento
Mons. Marcial Ramírez nació en la población de Santiago de La Punta (La Parroquia), Estado Mérida, el 25 de enero de 1925.

## Estudios
Su primaria la realiza en el Colegio San Ignacio de Loyola. Luego estudia retórica en el Seminario Interdiocesano de Caracas, pasado un tiempo ingresa como seminarista para estudiar Filosofía en esto seminario interdiocesano, terminado el ciclo de Filosofía empieza a cursar estudios de Teología en la Pontificia Universidad Gregoriana en la ciudad de Roma, Italia.
Realizó un curso de capellanía militar que llevaba por nombre "Curso Avanzado de Capellanía AC-16" en Fort Slocum, Nueva York, con mención especial en la Orden General del Ejército de los E.U.A..

## Su trabajo
A lo largo de su labor pastoral fue fundador en varios lugares, entre ellos parroquias y diócesis:
- Párroco (fundador) de Lídice, 1953-1956
- Capellán G.A.C. Ayacucho N.º 1, 1953-1956
- Capellán Liceo Militar "Gran Mariscal de Ayacucho", 1956-1962
- Subdirector del Servicio de Capellanía de las FF.AA., 1962-1967
- Obispo Auxiliar de la arquidiócesis de Barquisimeto, 1967-1970
- Obispo (fundador) de la diócesis de La Guaira, 1970-1972
- Obispo Auxiliar de la arquidiócesis de Caracas, 1972-1996
- Director del Servicio de Capellanía de las FF.AA., 1972-1996
- Primer Ordinario Militar para Venezuela, 01 Feb. 1996

Mons. Marcial Ramirez Ponce, tomó posesión de su cargo como Ordinario Militar para Venezuela y activa el Ordinariato Militar, en la Santa Iglesia N.S. de la Chiquinquira, el 24 de mayo de 1996.
| Predecesor: no aplica | Obispo Auxiliar de Barquisimeto 1967 - 1970 | Sucesor: no aplica                       |
| Predecesor: ninguno   | Obispo de La Guaira 1970 - 1972             | Sucesor: Francisco de Guruceaga Iturriza |
| Predecesor: no aplica | Obispo Auxiliar de Caracas 1972 - 1996      | Sucesor: no aplica                       |
| Predecesor: ninguno   | Ordinario Militar 1996 - 2000               | Sucesor: José Hernán Sánchez Porras      |